# Trophée Centre Morbihan
Die Trophée Centre Morbihan ist ein französisches Straßenradrennen für Junioren.
Das Etappenrennen führt durch das Département Morbihan in der Bretagne. Es ist 1993 aus der Trophée de La Gazette Locminoise hervorgegangen und wird jährlich meist im Mai ausgetragen. Seit 2003 findet die Trophée Centre Morbihan als Etappenrennen statt, bestehend aus drei Abschnitten einschließlich eines Einzelzeitfahrens.
2013 wurde das Rennen Bestandteil des UCI Men Juniors Nations’ Cup.

## Sieger
- 2022  Jens Verbrugghe
- 2021 wegen COVID-19-Pandemie abgesagt
- 2020 wegen COVID-19-Pandemie abgesagt
- 2019  Michel Heßmann
- 2018  Remco Evenepoel
- 2017  Florentin Lecamus-Lambert
- 2016  Florentin Lecamus-Lambert
- 2015  Anthon Charmig
- 2014  Erlend Blikra
- 2013  Mathieu van der Poel
- 2012  Hayden McCormick
- 2011  Thomas Vanbesien
- 2010  Vincent Colas
- 2009  Moreno Hofland
- 2008  Nathan Brown
- 2007  Loïc Desriac
- 2006  Sylvain Greiner
- 2005  Ludovic Bret
- 2004  Mikaël Chérel
- 2003  Guillaume Blot
- 2002  Jukka Vastaranta
- 2001  Anthony Boyer
- 2000  Lloyd Mondory
- 1999 keine Austragung
- 1998  Pierre Le Nahénec
- 1997  Andoni Aranaga
- 1996  Benoît Le Borgne
- 1995  René Gaudin
- 1994  Florent Brard
- 1993  Rodrigue Le Lamer